# لوکیرشن
لوکیرشن (به آلمانی: Lohkirchen) یک شهر در آلمان است که در بایرن واقع شده‌است.

## خصوصیات
لوکیرشن ۱۴٫۸۸ کیلومترمربع مساحت دارد ۴۹۰ متر بالاتر از سطح دریا واقع شده‌است.